# Pentimenti

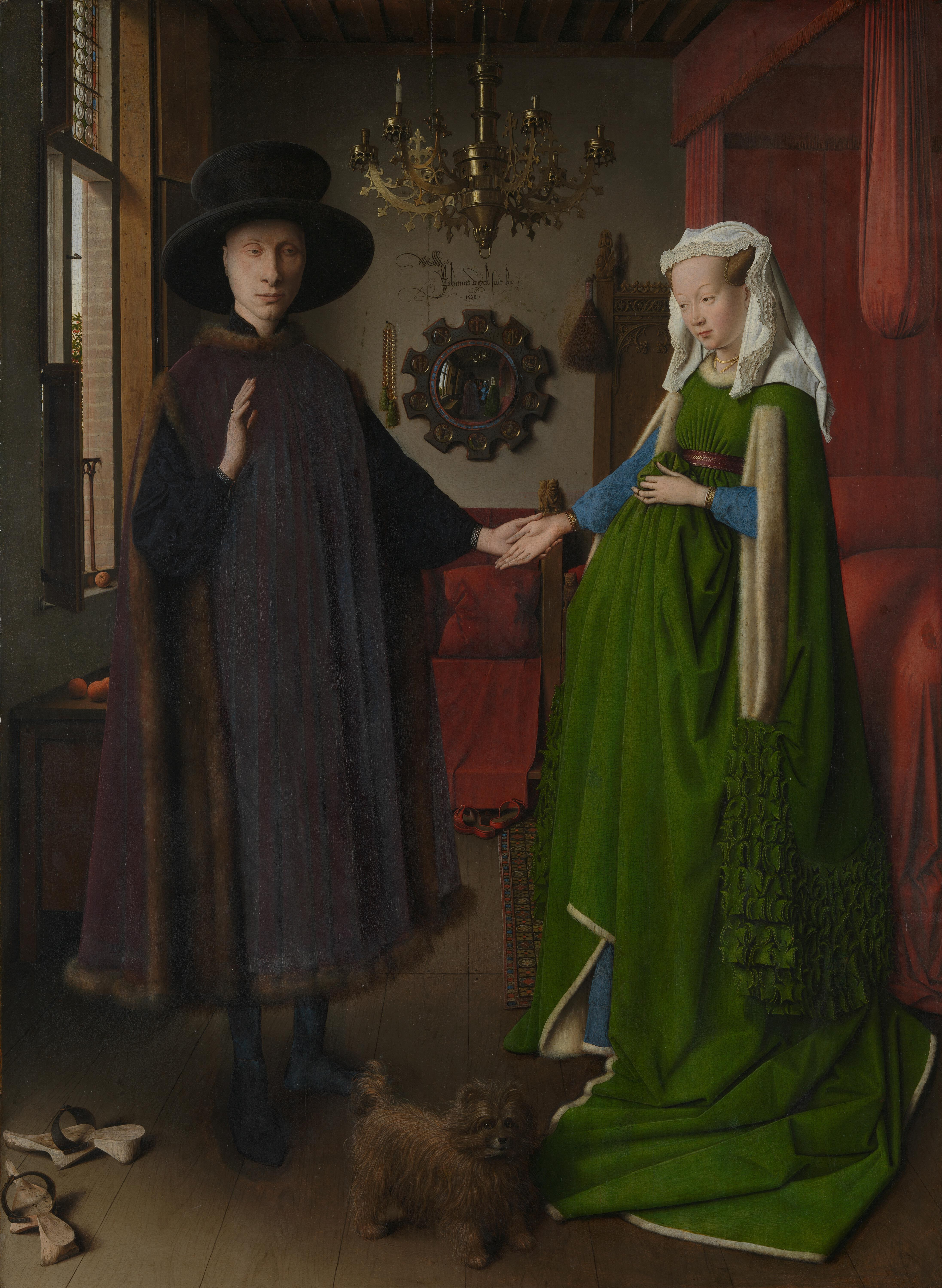
Na obrazu Jan van Eycka Svatba manželů Arnolfiniových byl obličej muže původně delší asi o výšku oka, obličej ženy byl rovněž vyšší a pohled směřoval více dopředu. Postavení nohou muže bylo jinak nakresleno a pak dvakrát přemalováno.

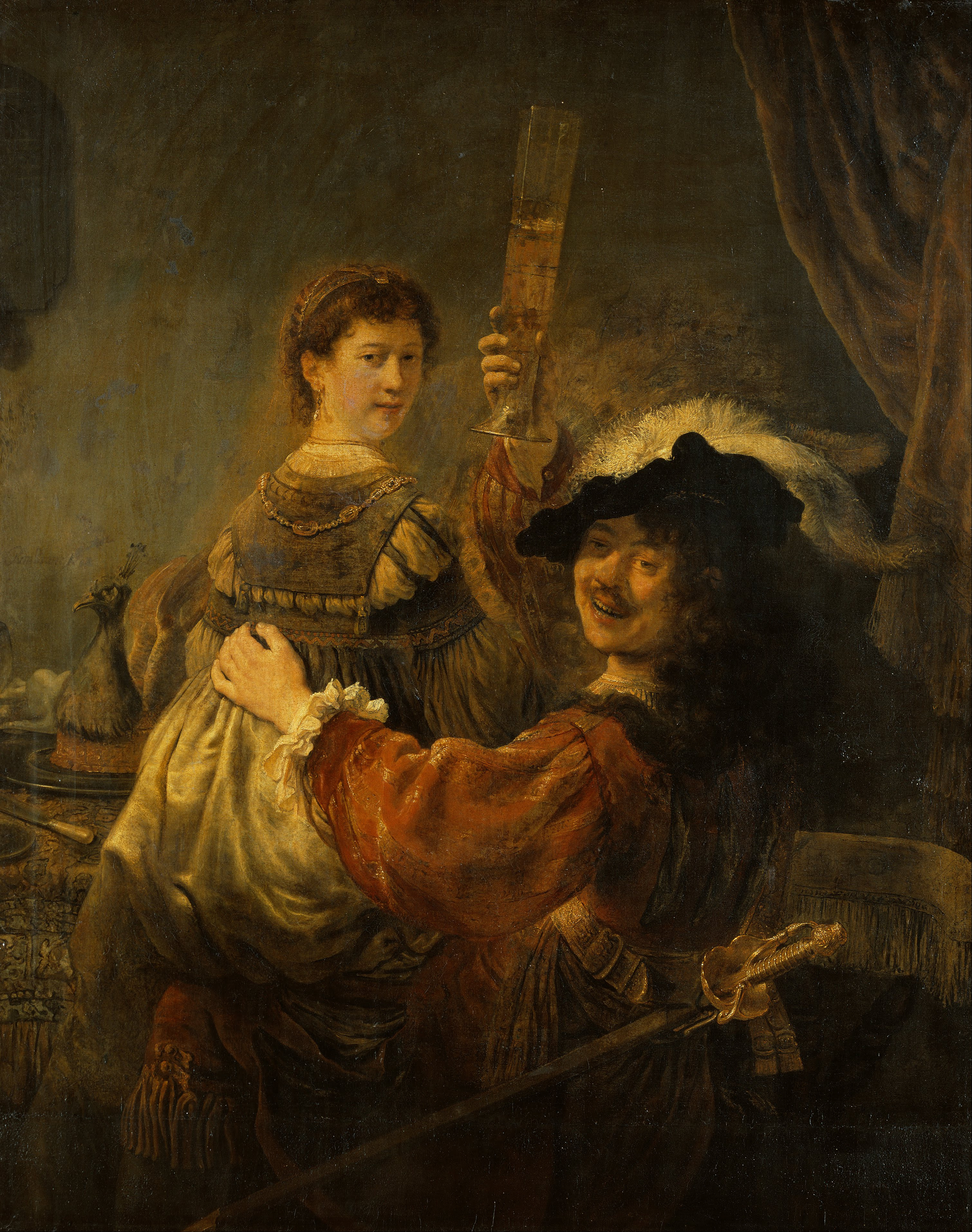
Rembrandt a Saskia v podobenství o marnotratném synovi. Na přípravné kresbě byly rentgenovými paprsky identifikovány další dvě ženské postavy a loutnista

Pentimenti, (pl.), sing. pentimento (it. pentimento – změna úmyslu, lat. paenitére – litovat) ve výtvarném umění znamená změnu záměru umělce během práce na obraze. Původní kresba nebo malba je překryta dalšími vrstvami malby stejného stáří. U přemalby se nejedná o retušování, ale obvykle drobnou změnu kompozice nebo posun původní představy během tvůrčího procesu.
Pentimenti mohou zůstat částečně viditelné, často je však odhalí pouze moderní metody jako rentgenová analýza nebo zobrazení v infračerveném spektru. Je tak možné dobře identifikovat některé běžně používané pigmenty jako olověná běloba (rentgenové záření) nebo uhel (infračervené záření). Někdy je možno zviditelněním nejstarší vrstvy přesněji určit stáří obrazu, odhalit mladší restaurátorské zásahy nebo stanovit, že se jedná o kopii původního díla.
Pentimenti jsou pomocným důkazem autorské pravosti díla a jsou typické např. pro obrazy Petra Brandla nebo Rembrandta.